# Mariés au premier regard (France)
Pour les articles homonymes, voir Mariés au premier regard et MAPR.
Mariés au premier regard (parfois désigné sous l'abréviation MAPR) est une émission de téléréalité française fondée sur le modèle de la série danoise appelée Gift Ved Første Blik et dérivée de son homologue américain Married at First Sight (en)
. Le premier épisode est diffusé le 7 novembre 2016 sur M6. Les épisodes sont également diffusés en Belgique sur RTL-TVI.
Cette émission est co-animée par Estelle Dossin (psychologue clinicienne) et Marie Tapernoux (sexologue et thérapeute de couples) qui remplace Gilbert Bou Jaoudé (médecin en sexologie et thérapeute de couples) depuis la saison 9.
De la saison 1 à la saison 5, les mariages sont célébrés à Grans, par le maire Yves Vidal. Depuis la saison 6, les mariages sont célébrés à Gibraltar.

## Diffusion
L'émission est diffusée tous les lundis soir à 21 h.

## Principe de l'émission
Dans Mariés au premier regard, les candidats se rencontrent le jour de leur mariage, avec l'assurance de deux experts qu'ils seront parfaitement compatibles avec leur moitié selon les résultats des tests qu'ils ont eu à passer.

## Déroulement des saisons

### Saison 1
La saison 1 est diffusée du 7 novembre 2016 au 28 novembre 2016. Elle compte 4 épisodes et 4 couples sont formés lors de cette saison.
| # | Couple    | Âge | Taux de compatibilité | Décision à la cérémonie | Décision finale        | État actuel        |
| - | --------- | --- | --------------------- | ----------------------- | ---------------------- | ------------------ |
| 1 | Thomas    | 29  | 85 %                  | Oui                     | Divorcés               | Divorcée de Justin |
| 1 | Tiffany   | 25  | 85 %                  | Oui                     | Divorcés               | Divorcée de Justin |
| 2 | Wilfrid   | 36  | 87 %                  | Mariage annulé          | Non mariés             | /                  |
| 2 | Delphine  | 35  | 87 %                  | Mariage annulé          | Non mariés             | /                  |
| 3 | Benoit    | 29  | 87 %                  | Oui                     | Divorcés / Union libre | Séparés            |
| 3 | Nathalie  | 31  | 87 %                  | Oui                     | Divorcés / Union libre | Séparés            |
| 4 | Justin    | 32  | 78 %                  | Non                     | Non mariés             | Divorcé de Tiffany |
| 4 | Valentine | 27  | 78 %                  | Non                     | Non mariés             | Divorcé de Tiffany |

Remarques
- Tiffany et Justin se sont rencontrés et se sont mis en couple après l'expérience (les experts avaient également décelé une grande compatibilité entre eux).
- Tiffany et Justin sont devenus parents de deux petites filles, Romy et Zélie.
- Tiffany et Justin ont annoncé leur rupture en janvier 2023.

### Saison 2
La saison 2 est diffusée entre le 6 novembre 2017 et le 11 décembre 2017. Elle compte 6 épisodes et 5 couples sont formés lors de cette saison.
| # | Couple     | Âge | Taux de compatibilité | Décision à la cérémonie | Décision finale                       | État actuel | État actuel |
| - | ---------- | --- | --------------------- | ----------------------- | ------------------------------------- | ----------- | ----------- |
| 1 | Florian    | 28  | 76 %                  | Oui                     | Mariés                                | Divorcés    | Divorcés    |
| 1 | Charlène   | 30  | 76 %                  | Oui                     | Mariés                                | Divorcés    | Divorcés    |
| 2 | Raphaël    | 29  | 73 %                  | Oui                     | Mariés                                | Divorcés    | Divorcés    |
| 2 | Caroline   | 27  | 73 %                  | Oui                     | Mariés                                | Divorcés    | Divorcés    |
| 3 | Florian    | 27  | 83 %                  | Oui                     | Mariés                                | Divorcés    |             |
| 3 | Emmanuelle | 26  | 83 %                  | Oui                     | Mariés                                | Divorcés    |             |
| 4 | Fabien     | 37  | 73 %                  | Oui                     | Divorcés avant la fin de l’expérience | Divorcés    | Divorcés    |
| 4 | Marie      | 36  | 73 %                  | Oui                     | Divorcés avant la fin de l’expérience | Divorcés    | Divorcés    |
| 5 | Laurent    | 28  | 82 %                  | Oui                     | Mariés                                | Divorcés    |             |
| 5 | Vicky      | 26  | 82 %                  | Oui                     | Mariés                                | Divorcés    |             |

Remarques
- Six mois après l'émission, deux couples indiquent sur Instagram qu'ils sont toujours ensemble : Florian & Charlène, ainsi que Florian & Emmanuelle.
- Le 12 décembre 2017, Laurent et Vicky annoncent qu'ils ont souhaité divorcer dès le mois de septembre[10].
- Le 14 décembre 2017, Raphaël et Caroline annoncent lors d'un live sur Facebook qu’ils ont souhaité divorcer, mais qu'ils sont restés amis[7].
- Le 4 janvier 2018, Florian et Charlène annoncent sur Instagram qu’ils ont souhaité divorcer, notamment car ils n’avaient plus de projets communs[6]. Florian participe ensuite aux Anges 10 à Los Angeles[11].
- En mars 2018, Florian et Emmanuelle annoncent leur séparation via le compte Instagram de cette dernière. Ils ont toujours l'idée de continuer leur blog de voyage lancé quelque temps auparavant[8].
- En septembre 2018, Laurent et Emmanuelle annoncent être en couple[12]. Ils se séparent deux ans plus tard, en octobre 2020[13].

### Saison 3
La saison 3 est diffusée entre le 11 février 2019 et le 8 avril 2019. Elle compte 8 épisodes et 6 couples sont formés lors de cette saison.
| # | Couple   | Âge | Taux de compatibilité | Décision à la cérémonie | Décision finale                       | État actuel |
| - | -------- | --- | --------------------- | ----------------------- | ------------------------------------- | ----------- |
| 1 | Florian  | 37  | 83 %                  | Oui                     | Divorcés avant la fin de l’expérience | Divorcés    |
| 1 | Nolwenn  | 31  | 83 %                  | Oui                     | Divorcés avant la fin de l’expérience | Divorcés    |
| 2 | Kevin    | 26  | 82 %                  | Oui                     | Divorcés avant la fin de l’expérience | Divorcés    |
| 2 | Marlène  | 30  | 82 %                  | Oui                     | Divorcés avant la fin de l’expérience | Divorcés    |
| 3 | Steven   | 29  | 77 %                  | Oui                     | Mariés                                | Divorcés    |
| 3 | Elodie   | 27  | 77 %                  | Oui                     | Mariés                                | Divorcés    |
| 4 | Gaetan   | 34  | 84 %                  | Oui                     | Mariés                                | Divorcés    |
| 4 | Claire   | 31  | 84 %                  | Oui                     | Mariés                                | Divorcés    |
| 5 | Vivien   | 28  | 78 %                  | Oui                     | Mariés                                | Divorcés    |
| 5 | Charline | 29  | 78 %                  | Oui                     | Mariés                                | Divorcés    |
| 6 | Maxime   | 28  | 83 %                  | Oui                     | Mariés                                | Divorcés    |
| 6 | Sonia    | 28  | 83 %                  | Oui                     | Mariés                                | Divorcés    |

Remarque
- Vivien et Charline sont devenus parents d’une petite Victoire.

### Saison 4
La saison 4 est diffusée entre le 6 janvier 2020 et le 2 mars 2020. Elle compte 9 épisodes et 7 couples sont formés lors de cette saison.
| # | Couple   | Âge | Taux de compatibilité | Décision à la cérémonie | Décision finale                       | État actuel |
| - | -------- | --- | --------------------- | ----------------------- | ------------------------------------- | ----------- |
| 1 | Romain   | 32  | 82 %                  | Oui                     | Mariés                                | Divorcés    |
| 1 | Delphine | 31  | 82 %                  | Oui                     | Mariés                                | Divorcés    |
| 2 | Sylvain  | 33  | 78 %                  | Mariage annulé          | X                                     | X           |
| 2 | Sarah    | 32  | 78 %                  | Mariage annulé          | X                                     | X           |
| 3 | Adrien   | 30  | 74 %                  | Oui                     | Divorcés                              | Divorcés    |
| 3 | Mélodie  | 28  | 74 %                  | Oui                     | Divorcés                              | Divorcés    |
| 4 | Joachim  | 31  | 78 %                  | Oui                     | Mariés                                | Divorcés    |
| 4 | Élodie   | 27  | 78 %                  | Oui                     | Mariés                                | Divorcés    |
| 5 | Matthieu | 42  | 83 %                  | Oui                     | Divorcés avant la fin de l'expérience | Divorcés    |
| 5 | Solenne  | 33  | 83 %                  | Oui                     | Divorcés avant la fin de l'expérience | Divorcés    |
| 6 | Cyril    | 27  | 81 %                  | Oui                     | Mariés                                | Divorcés    |
| 6 | Laura    | 28  | 81 %                  | Oui                     | Mariés                                | Divorcés    |
| 7 | Rémi     | 35  | 85 %                  | Oui                     | Divorcés avant la fin de l'expérience | Divorcés    |
| 7 | Élo      | 27  | 85 %                  | Oui                     | Divorcés avant la fin de l'expérience | Divorcés    |

Remarque
- Après trois ans de mariage, Joachim et Elodie sont séparés depuis septembre 2022.

### Saison 5
La saison 5 est diffusée du 8 mars 2021 au 17 mai 2021. Elle compte 10 épisodes et un épisode spécial Que sont-il devenus ?. Les épisodes sont diffusés, depuis le 5 mars 2021, en avant-première sur la plateforme Salto. Lors de cette saison, 7 couples sont également formés par les experts.
| # | Couple   | Âge | Taux de compatibilité | Décision à la cérémonie | Décision finale                       | État actuel |
| - | -------- | --- | --------------------- | ----------------------- | ------------------------------------- | ----------- |
| 1 | Alain    | 41  | 83 %                  | Oui                     | Mariés                                | Divorcés    |
| 1 | Cécile   | 41  | 83 %                  | Oui                     | Mariés                                | Divorcés    |
| 2 | Yannick  | 29  | 77 %                  | Oui                     | Mariés                                | Divorcés    |
| 2 | Mélina   | 25  | 77 %                  | Oui                     | Mariés                                | Divorcés    |
| 3 | Matthieu | 32  | 79%                   | Oui                     | Mariés                                | séparés     |
| 3 | Laure    | 31  | 79%                   | Oui                     | Mariés                                | séparés     |
| 4 | Clément  | 33  | 82%                   | Oui                     | Divorcés                              | Divorcés    |
| 4 | Laura    | 32  | 82%                   | Oui                     | Divorcés                              | Divorcés    |
| 5 | Fred     | 30  | 85%                   | Oui                     | Mariés                                | Divorcés    |
| 5 | Emeline  | 28  | 85%                   | Oui                     | Mariés                                | Divorcés    |
| 6 | Aurélien | 36  | 78%                   | Oui                     | Divorcés avant la fin de l'expérience | Divorcés    |
| 6 | Marianne | 28  | 78%                   | Oui                     | Divorcés avant la fin de l'expérience | Divorcés    |
| 7 | Mathieu  | 36  | 81%                   | Mariage annulé          | X                                     | X           |
| 7 | Julie    | 36  | 81%                   | Mariage annulé          | X                                     | X           |

Remarques
- La veille de la cérémonie de mariage, Pascal de Sutter est venu informer Mathieu à l'hôtel, que Julie a préféré quitter l'expérience. Elle lui a laissé une vidéo pour expliquer les raisons qui l'ont poussée à interrompre l'aventure[Laquelle ?]. Leur mariage a donc été annulé.
- Lors du retour à la réalité pour le couple Aurélien et Marianne, des désaccords ont remis en question leur mariage. Aurélien ayant tenu des propos irrespectueux et n'arrivant pas à trouver un accord au sein du couple, Marianne décide de divorcer avant la fin de l'expérience.
- Matthieu et Laure ont deux filles, Lya et Rose[31].

### Saison 6
La saison 6 est diffusée du 21 mars 2022 au 8 août 2022. Elle compte 12 épisodes et deux épisodes spéciaux Que sont-il devenus 6 mois plus tard ? et The Reunion. Les épisodes sont diffusés, depuis le 21 mars 2022, en avant-première sur la plateforme Salto.
| # | Couple    | Âge | Taux de compatibilité | Décision à la cérémonie | Décision finale                       | État actuel |
| - | --------- | --- | --------------------- | ----------------------- | ------------------------------------- | ----------- |
| 1 | Alicia    | 28  | 83 %                  | Oui                     | Mariés                                | Divorcés    |
| 1 | Bruno     | 31  | 83 %                  | Oui                     | Mariés                                | Divorcés    |
| 2 | Caroline  | 29  | 80 %                  | Oui                     | Divorcés avant la fin de l'expérience | Divorcés    |
| 2 | Axel      | 30  | 80 %                  | Oui                     | Divorcés avant la fin de l'expérience | Divorcés    |
| 3 | Émilie    | 34  | 84%                   | Oui                     | Divorcés                              | Divorcés    |
| 3 | Frédérick | 40  | 84%                   | Oui                     | Divorcés                              | Divorcés    |
| 4 | Pauline   | 33  | 77%                   | Oui                     | Mariés                                | Mariés      |
| 4 | Damien    | 37  | 77%                   | Oui                     | Mariés                                | Mariés      |
| 5 | Jennifer  | 32  | 81%                   | Oui                     | Divorcés                              | Divorcés    |
| 5 | Eddy      | 37  | 81%                   | Oui                     | Divorcés                              | Divorcés    |
| 6 | Cyndie    | 33  | 76%                   | Oui                     | Divorcés                              | Divorcés    |
| 6 | Jauffey   | 39  | 76%                   | Oui                     | Divorcés                              | Divorcés    |
| 7 | Sandy     | 32  | 77%                   | Oui                     | Mariés                                | Divorcés    |
| 7 | Alexandre | 40  | 77%                   | Oui                     | Mariés                                | Divorcés    |

#### Remarque
- En décembre 2022, Pauline et Damien annoncent attendre leur premier enfant, une petite fille qui devrait arriver début juin 2023.

Valentina est née le 8 juin 2023. Elle est le cinquième bébé MAPR depuis le début de l’aventure.
- 14 mai 2023, Alicia et Bruno se séparent après deux ans de relation. Bruno et Jennifer ont été en couple pendant quelque temps puis se sont séparés.

### Saison 7
La saison 7 est diffusée à partir du 20 mars 2023. Elle comporte 12 épisodes de 2 parties chacun et s'achève le lundi 5 juin 2023.
| # | Couple     | Âge | Taux de compatibilité | Décision à la cérémonie | Décision finale                       | État actuel                                                              |
| - | ---------- | --- | --------------------- | ----------------------- | ------------------------------------- | ------------------------------------------------------------------------ |
| 1 | Anabel     | 33  | 74 %                  | Oui                     | Mariés                                | Divorcés                                                                 |
| 1 | Fabrice    | 43  | 74 %                  | Oui                     | Mariés                                | Divorcés                                                                 |
| 2 | Léa        | 28  | 81 %                  | Oui                     | Mariés                                | Divorcés (Annoncé lors d'un live Instagram)                              |
| 2 | Emanuel    | 31  | 81 %                  | Oui                     | Mariés                                | Divorcés (Annoncé lors d'un live Instagram)                              |
| 3 | Jessica    | 40  | 77 %                  | Oui                     | Divorcés avant la fin de l'experience | Divorcés                                                                 |
| 3 | Pascal     | 49  | 77 %                  | Oui                     | Divorcés avant la fin de l'experience | Divorcés                                                                 |
| 4 | Pedro      | 40  | 79 %                  | Oui                     | Mariés                                | Séparés (annonce faite sur le compte Instagram de Jefferson le 24.08.23) |
| 4 | Jefferson  | 31  | 79 %                  | Oui                     | Mariés                                | Séparés (annonce faite sur le compte Instagram de Jefferson le 24.08.23) |
| 5 | Estelle    | 31  | 80 %                  | Oui                     | Mariés                                | Divorcés (annonce faite lors d'un live Instagram)                        |
| 5 | Maximilien | 31  | 80 %                  | Oui                     | Mariés                                | Divorcés (annonce faite lors d'un live Instagram)                        |
| 6 | Laura      | 27  | 77 %                  | Mariage annulé          | X                                     | X                                                                        |
| 6 | Anthony    | 31  | 77 %                  | Mariage annulé          | X                                     | X                                                                        |
| 7 | Maurine    | 29  | 82 %                  | Oui                     | Divorcés avant la fin de l'experience | Divorcés                                                                 |
| 7 | Benjamin   | 27  | 82 %                  | Oui                     | Divorcés avant la fin de l'experience | Divorcés                                                                 |

#### Remarque
- Lors de la saison 7, les experts de l’émission forment leur premier couple homosexuel. Il s'agit de deux hommes, Pedro et Jefferson.
- Fabrice a déjà participé à une émission sur M6 chasseurs d'appart

### Saison 8
La saison 8 est diffusée à partir du 18 mars 2024. Elle comporte 14 épisodes de 2 parties chacun et s'achève le lundi 24 juin 2024.
| # | Couple       | Âge | Métier                                    | Taux de compatibilité | Décision à la cérémonie | Décision finale                       | État actuel |
| - | ------------ | --- | ----------------------------------------- | --------------------- | ----------------------- | ------------------------------------- | ----------- |
| 1 | Alice        | 30  | Responsable de parfumerie                 | 78 %                  | Oui                     | Mariés                                | Mariés      |
| 1 | Florian      | 30  | Responsable de travaux                    | 78 %                  | Oui                     | Mariés                                | Mariés      |
| 2 | Tracy        | 31  | Manager dans le prêt-à-porter             | 81 %                  | Oui                     | Mariés                                | Séparés     |
| 2 | Flo          | 33  | Courtier en prêt bancaire                 | 81 %                  | Oui                     | Mariés                                | Séparés     |
| 3 | Ludivine     | 33  | Cheffe d'entreprise en conseil en gestion | 77 %                  | Oui                     | Divorcés                              | Séparés     |
| 3 | Raphaël      | 31  | Dirigeant d'une start-up dans le sport    | 77 %                  | Oui                     | Divorcés                              | Séparés     |
| 4 | Marie        | 34  | Barmaid barista                           | 82 %                  | Oui                     | Divorcés                              | Divorcés    |
| 4 | Jérémy       | 32  | Marbrier décorateur                       | 82 %                  | Oui                     | Divorcés                              | Divorcés    |
| 5 | Ophélie      | 26  | Chargée de clientèle en immobilier        | 79 %                  | Oui                     | Mariés                                | Séparés     |
| 5 | Loïc         | 28  | Ambulancier et pompier volontaire         | 79 %                  | Oui                     | Mariés                                | Séparés     |
| 6 | Laurie       | 28  | Conseillère en gestion de patrimoine      | 76 %                  | Oui                     | Divorcés avant la fin de l'expérience | Divorcés    |
| 6 | Jean-Nicolas | 31  | Responsable achats                        | 76 %                  | Oui                     | Divorcés avant la fin de l'expérience | Divorcés    |
| 7 | Camille      | 33  | Assistante d'éducation                    | 77 %                  | Mariage annulé          | X                                     | X           |
| 7 | Romain       | 40  | Investisseur et chef d'entreprise         | 77 %                  | Mariage annulé          | X                                     | X           |
| 8 | Clémence     | 39  | Femme d'affaires                          | 80 %                  | Non                     | X                                     | X           |
| 8 | Romain       | 40  | Investisseur et chef d'entreprise         | 80 %                  | Non                     | X                                     | X           |

#### Remarque
- Camille ayant trouvé l'amour en dehors de l'émission, elle se retire de l'aventure.
- Romain demande aux experts de lui trouver une nouvelle compatibilité, et c'est ainsi qu'il participe à l'expérience avec Clémence.
- En juillet 2024, Raphaël et Ophélie officialisent leur couple[36]. Ils se séparent en novembre 2024[37].

### Saison 9
La saison 9 est diffusée à partir du 3 mars 2025. Elle comporte 16 épisodes de 2 parties chacun et s'achève le lundi 16 juin 2025.
| # | Couple    | Âge | Métier                           | Taux de compatibilité | Décision à la cérémonie | Décision finale                        | État actuel                                         |
| - | --------- | --- | -------------------------------- | --------------------- | ----------------------- | -------------------------------------- | --------------------------------------------------- |
| 1 | Jennifer  | 33  | Coach sportive                   | 80 %                  | Oui                     | Mariés                                 | Divorcés (un jour après la décision finale)         |
| 1 | Keyn      | 31  | Sapeur-pompier                   | 80 %                  | Oui                     | Mariés                                 | Divorcés (un jour après la décision finale)         |
| 2 | Sophie    | 37  | Danseuse                         | 77 %                  | Oui                     | Divorcés avant la fin de l'expérience  | Divorcés                                            |
| 2 | Guillaume | 33  | Agent immobilier                 | 77 %                  | Oui                     | Divorcés avant la fin de l'expérience  | Divorcés                                            |
| 3 | Laury     | 30  | Prothésiste ongulaire            | 75 %                  | Oui                     | Divorcés avant la fin de l'expérience  | Divorcés                                            |
| 3 | Anthony   | 33  | Barbier                          | 75 %                  | Oui                     | Divorcés avant la fin de l'expérience  | Divorcés                                            |
| 4 | Coralie   | 37  | Infirmière libérale              | 78 %                  | Oui                     | Mariés                                 | Divorcés (annoncé le 17 juin 2025 dans Le Parisien) |
| 4 | Bruno     | 42  | Chef d'entreprise                | 78 %                  | Oui                     | Mariés                                 | Divorcés (annoncé le 17 juin 2025 dans Le Parisien) |
| 5 | Marina    | 38  | Employée de la fonction publique | 77 %                  | Oui                     | Divorcés avant la fin de l'expérience  | Divorcés                                            |
| 5 | David     | 43  | Entrepreneur                     | 77 %                  | Oui                     | Divorcés avant la fin de l'expérience  | Divorcés                                            |
| 6 | Clémence  | 40  | Femme d'affaires                 | 81 %                  | Oui                     | Mariés                                 | Séparés (annoncé sur Instagram le 22 juin 2025)     |
| 6 | Malik     | 43  | Electricien                      | 81 %                  | Oui                     | Mariés                                 | Séparés (annoncé sur Instagram le 22 juin 2025)     |
| 7 | Marie     | 31  | Conseillère en beauté            | 78 %                  | Oui                     | Divorcés avant la fin de l'expérience  | Divorcés                                            |
| 7 | Laurent   | 43  | Chef d'entreprise                | 78 %                  | Oui                     | Divorcés avant la fin de l'expérience  | Divorcés                                            |
| 8 | Mallaury  | 29  | Aide-soignante                   | 82 %                  | Oui                     | Divorcées avant la fin de l'expérience | Divorcées                                           |
| 8 | Mélanie   | 34  | Animatrice                       | 82 %                  | Oui                     | Divorcées avant la fin de l'expérience | Divorcées                                           |

#### Remarque
- Clémence est la première candidate à retenter l'expérience après un premier mariage annulé, lors de la saison 8.
- Mallaury est la première candidate bisexuelle à participer à l'expérience. Elle ne savait donc pas quel était le genre de la personne que les expertes avaient sélectionnée avant le premier regard.
- Mallaury et Mélanie sont le premier couple lesbien de l'émission.

## Audiences

### Saison 1
| Épisode | Diffusion        | Diffusion                 | Audience moyenne                       | Audience moyenne | Réf.    |
| Épisode | Jour             | Nombre de téléspectateurs | Part de marché (sur les 4 ans et plus) | Classement       | Réf.    |
| ------- | ---------------- | ------------------------- | -------------------------------------- | ---------------- | ------- |
| 1       | 7 novembre 2016  | 3 030 000                 | 12,5 %                                 | 3e               | [ a 1 ] |
| 2       | 14 novembre 2016 | 3 420 000                 | 13,9 %                                 | 3e               | [ a 2 ] |
| 3       | 21 novembre 2016 | 3 320 000                 | 13,7 %                                 | 2e               | [ a 3 ] |
| 4       | 28 novembre 2016 | 3 340 000                 | 13,8 %                                 | 2e               | [ a 4 ] |

### Saison 2
| Épisode | Diffusion        | Diffusion                 | Audience moyenne                       | Audience moyenne | Réf.     |
| Épisode | Jour             | Nombre de téléspectateurs | Part de marché (sur les 4 ans et plus) | Classement       | Réf.     |
| ------- | ---------------- | ------------------------- | -------------------------------------- | ---------------- | -------- |
| 1       | 6 novembre 2017  | 1 930 000                 | 8 %                                    | 4e               | [ a 5 ]  |
| 2       | 13 novembre 2017 | 2 360 000                 | 10,2 %                                 | 3e               | [ a 6 ]  |
| 3       | 20 novembre 2017 | 2 620 000                 | 11,2 %                                 | 3e               | [ a 7 ]  |
| 4       | 27 novembre 2017 | 2 670 000                 | 11 %                                   | 3e               | [ a 8 ]  |
| 5       | 4 décembre 2017  | 2 790 000                 | 11,1 %                                 | 2e               | [ a 9 ]  |
| 5       | 4 décembre 2017  | 2 570 000                 | 11,8 %                                 | 2e               | [ a 9 ]  |
| 6       | 11 décembre 2017 | 2 750 000                 | 11,4 %                                 | 3e               | [ a 10 ] |

### Saison 3
| Épisode | Diffusion       | Diffusion                 | Audience moyenne                       | Audience moyenne | Réf.     |
| Épisode | Jour            | Nombre de téléspectateurs | Part de marché (sur les 4 ans et plus) | Classement       | Réf.     |
| ------- | --------------- | ------------------------- | -------------------------------------- | ---------------- | -------- |
| 1       | 11 février 2019 | 2 410 000                 | 11,8 %                                 | 2e               | [ a 11 ] |
| 2       | 18 février 2019 | 2 510 000                 | 11,6 %                                 | 2e               | [ a 12 ] |
| 3       | 25 février 2019 | 2 420 000                 | 11,5 %                                 | 2e               | [ a 13 ] |
| 4       | 4 mars 2019     | 2 730 000                 | 12,8 %                                 | 3e               | [ a 14 ] |
| 5       | 11 mars 2019    | 2 350 000                 | 10,8 %                                 | 3e               | [ a 15 ] |
| 6       | 18 mars 2019    | 2 390 000                 | 10,9 %                                 | 3e               | [ a 16 ] |
| 7       | 1er avril 2019  | 2 320 000                 | 10,6 %                                 | 2e               | [ a 17 ] |
| 8       | 8 avril 2019    | 2 730 000                 | 12,2 %                                 | 2e               | [ a 18 ] |

### Saison 4
| Épisode | Diffusion       | Diffusion                 | Audience moyenne                       | Audience moyenne | Réf.     |
| Épisode | Jour            | Nombre de téléspectateurs | Part de marché (sur les 4 ans et plus) | Classement       | Réf.     |
| ------- | --------------- | ------------------------- | -------------------------------------- | ---------------- | -------- |
| 1       | 6 janvier 2020  | 2 020 000                 | 9,7 %                                  | 4e               | [ a 19 ] |
| 2       | 13 janvier 2020 | 2 450 000                 | 11,8 %                                 | 3e               | [ a 20 ] |
| 3       | 20 janvier 2020 | 2 400 000                 | 11,6 %                                 | 3e               | [ a 21 ] |
| 4       | 27 janvier 2020 | 2 570 000                 | 12,1 %                                 | 3e               | [ a 22 ] |
| 5       | 3 février 2020  | 2 800 000                 | 13,7 %                                 | 2e               | [ a 23 ] |
| 6       | 10 février 2020 | 2 720 000                 | 13,6 %                                 | 3e               | [ a 24 ] |
| 7       | 17 février 2020 | 2 530 000                 | 12,2 %                                 | 3e               | [ a 25 ] |
| 8       | 24 février 2020 | 2 660 000                 | 12,8 %                                 | 2e               | [ a 26 ] |
| 9       | 2 mars 2020     | 2 850 000                 | 13,2 %                                 | 2e               | [ a 27 ] |

### Saison 5
| Épisode | Diffusion     | Diffusion                 | Audience moyenne                       | Audience moyenne | Réf.     |
| Épisode | Jour          | Nombre de téléspectateurs | Part de marché (sur les 4 ans et plus) | Classement       | Réf.     |
| ------- | ------------- | ------------------------- | -------------------------------------- | ---------------- | -------- |
| 1       | 8 mars 2021   | 2 000 000                 | 9,1 %                                  | 3e               | [ a 28 ] |
| 2       | 15 mars 2021  | 2 760 000                 | 12,7 %                                 | 3e               | [ a 29 ] |
| 3       | 22 mars 2021  | 2 700 000                 | 12,9 %                                 | 3e               | [ a 30 ] |
| 4       | 29 mars 2021  | 2 900 000                 | 13,2 %                                 | 3e               | [ a 31 ] |
| 5       | 5 avril 2021  | 2 950 000                 | 12,8 %                                 | 3e               | [ a 32 ] |
| 6       | 12 avril 2021 | 2 950 000                 | 12,7 %                                 | 3e               | [ a 33 ] |
| 7       | 19 avril 2021 | 3 170 000                 | 14,5 %                                 | 3e               | [ a 34 ] |
| 8       | 26 avril 2021 | 3 200 000                 | 14,4 %                                 | 3e               | [ a 35 ] |
| 9       | 3 mai 2021    | 3 030 000                 | 14,1 %                                 | 3e               | [ a 36 ] |
| 10      | 10 mai 2021   | 3 240 000                 | 14,9 %                                 | 3e               | [ a 37 ] |
| Spécial | 17 mai 2021   | 3 230 000                 | 14,8 %                                 | 3e               | [ a 38 ] |

### Saison 6
| Épisode | Diffusion     | Diffusion                 | Audience moyenne                       | Audience moyenne | Réf.     |
| Épisode | Jour          | Nombre de téléspectateurs | Part de marché (sur les 4 ans et plus) | Classement       | Réf.     |
| ------- | ------------- | ------------------------- | -------------------------------------- | ---------------- | -------- |
| 1       | 21 mars 2022  | 2 380 000                 | 11 %                                   | 3e               | [ a 39 ] |
| 1       | 21 mars 2022  | 2 290 000                 | 14,2 %                                 | 3e               | [ a 39 ] |
| 2       | 28 mars 2022  | 2 460 000                 | 11,3 %                                 | 3e               | [ a 40 ] |
| 2       | 28 mars 2022  | 2 450 000                 | 14,8 %                                 | 3e               | [ a 40 ] |
| 3       | 4 avril 2022  | 2 610 000                 | 11,8 %                                 | 2e               | [ a 41 ] |
| 3       | 4 avril 2022  | 2 520 000                 | 15,4 %                                 | 3e               | [ a 41 ] |
| 4       | 18 avril 2022 | 2 290 000                 | 10,5 %                                 | 3e               | [ a 42 ] |
| 4       | 18 avril 2022 | 2 530 000                 | 14,8 %                                 | 3e               | [ a 42 ] |
| 5       | 25 avril 2022 | 2 670 000                 | 12 %                                   | 3e               | [ a 43 ] |
| 5       | 25 avril 2022 | 2 780 000                 | 15,9 %                                 | 3e               | [ a 43 ] |
| 6       | 2 mai 2022    | 2 790 000                 | 12,5 %                                 | 3e               | [ a 44 ] |
| 6       | 2 mai 2022    | 2 650 000                 | 15,4 %                                 | 3e               | [ a 44 ] |
| 7       | 9 mai 2022    | 2 940 000                 | 13,2 %                                 | 3e               | [ a 45 ] |
| 7       | 9 mai 2022    | 2 750 000                 | 15,7 %                                 | 3e               | [ a 45 ] |
| 8       | 16 mai 2022   | 2 780 000                 | 12,8 %                                 | 3e               | [ a 46 ] |
| 8       | 16 mai 2022   | 2 550 000                 | 15,3 %                                 | 3e               | [ a 46 ] |
| 9       | 23 mai 2022   | 2 740 000                 | 12,5 %                                 | 3e               | [ a 47 ] |
| 9       | 23 mai 2022   | 2 500 000                 | 15,3 %                                 | 3e               | [ a 47 ] |
| 10      | 30 mai 2022   | 2 740 000                 | 13,1 %                                 | 3e               | [ a 48 ] |
| 10      | 30 mai 2022   | 2 610 000                 | 15,7 %                                 | 3e               | [ a 48 ] |
| 11      | 13 juin 2022  | 2 440 000                 | 11 %                                   | 3e               | [ a 49 ] |
| 11      | 13 juin 2022  | 2 390 000                 | 14,3 %                                 | 3e               | [ a 49 ] |
| 12      | 20 juin 2022  | 2 350 000                 | 11 %                                   | 3e               | [ a 50 ] |
| 12      | 20 juin 2022  | 2 470 000                 | 13,8 %                                 | 3e               | [ a 50 ] |
| 13      | 27 juin 2022  | 2 560 000                 | 12,5 %                                 | 2e               | [ a 51 ] |
| 13      | 27 juin 2022  | 2 500 000                 | 15,2 %                                 | 2e               | [ a 51 ] |

### Saison 7
| Épisode            | Diffusion          | Diffusion                 | Audience moyenne                       | Audience moyenne | Réf.     |
| Épisode            | Jour               | Nombre de téléspectateurs | Part de marché (sur les 4 ans et plus) | Classement       | Réf.     |
| ------------------ | ------------------ | ------------------------- | -------------------------------------- | ---------------- | -------- |
| 1                  | 20 mars 2023       | 2 130 000                 | 10,1 %                                 | 3e               | [ a 52 ] |
| 1                  | 20 mars 2023       | 2 050 000                 | 13 %                                   | 3e               | [ a 52 ] |
| 2                  | 27 mars 2023       | 2 010 000                 | 8,5 %                                  | 4e               | [ a 53 ] |
| 2                  | 27 mars 2023       | 2 090 000                 | 12 %                                   | 3e               | [ a 53 ] |
| 3                  | 3 avril 2023       | 2 380 000                 | 11 %                                   | 3e               | [ a 54 ] |
| 3                  | 3 avril 2023       | 2 300 000                 | 13,6 %                                 | 3e               | [ a 54 ] |
| 4                  | 10 avril 2023      | 2 130 000                 | 11,4 %                                 | 3e               | [ a 55 ] |
| 5                  | 17 avril 2023      | 2 140 000                 | 10 %                                   | 3e               | [ a 56 ] |
| 5                  | 17 avril 2023      | 2 190 000                 | 13,6 %                                 | 3e               | [ a 56 ] |
| 6                  | 24 avril 2023      | 2 310 000                 | 10,8 %                                 | 3e               | [ a 57 ] |
| 6                  | 24 avril 2023      | 2 390 000                 | 13,7 %                                 | 3e               | [ a 57 ] |
| 7                  | 1er mai 2023       | 2 280 000                 | 11 %                                   | 3e               | [ a 58 ] |
| 7                  | 1er mai 2023       | 2 200 000                 | 13 %                                   | 2e               | [ a 58 ] |
| 8                  | 8 mai 2023         | 2 200 000                 | 10,6 %                                 | 3e               | [ a 59 ] |
| 8                  | 8 mai 2023         | 2 170 000                 | 12,6 %                                 | 3e               | [ a 59 ] |
| 9                  | 15 mai 2023        | 2 340 000                 | 11 %                                   | 2e               | [ a 60 ] |
| 9                  | 15 mai 2023        | 2 420 000                 | 13,6 %                                 | 2e               | [ a 60 ] |
| 10                 | 22 mai 2023        | 2 510 000                 | 11,9 %                                 | 2e               | [ a 61 ] |
| 10                 | 22 mai 2023        | 2 430 000                 | 14,6 %                                 | 2e               | [ a 61 ] |
| 11                 | 29 mai 2023        | 2 270 000                 | 11 %                                   | 2e               | [ a 62 ] |
| 11                 | 29 mai 2023        | 2 150 000                 | 13,6 %                                 | 3e               | [ a 62 ] |
| 12                 | 5 juin 2023        | 2 140 000                 | 10,6 %                                 | 3e               | [ a 63 ] |
| 12                 | 5 juin 2023        | 2 030 000                 | 12,5 %                                 | 4e               | [ a 63 ] |
|                    |                    |                           |                                        |                  |          |
| Bilan de la saison | Bilan de la saison | 2 250 000                 | 10,6 %                                 |                  | [ a 64 ] |
| Bilan de la saison | Bilan de la saison | 2 220 000                 | 13,3 %                                 |                  | [ a 64 ] |

### Saison 8
| Épisode            | Diffusion          | Diffusion                 | Audience moyenne                       | Audience moyenne | Réf.     |
| Épisode            | Jour               | Nombre de téléspectateurs | Part de marché (sur les 4 ans et plus) | Classement       | Réf.     |
| ------------------ | ------------------ | ------------------------- | -------------------------------------- | ---------------- | -------- |
| 1                  | 18 mars 2024       | 2 120 000                 | 11,3 %                                 | 2e               | [ a 65 ] |
| 1                  | 18 mars 2024       | 1 930 000                 | 14,2 %                                 | 2e               | [ a 65 ] |
| 2                  | 25 mars 2024       | 2 290 000                 | 11,5 %                                 | 3e               | [ a 66 ] |
| 2                  | 25 mars 2024       | 2 040 000                 | 15 %                                   | 2e               | [ a 66 ] |
| 3                  | 1er avril 2024     | 2 060 000                 | 10,3 %                                 | 3e               | [ a 67 ] |
| 3                  | 1er avril 2024     | 2 050 000                 | 14 %                                   | 2e               | [ a 67 ] |
| 4                  | 8 avril 2024       | 2 290 000                 | 11,6 %                                 | 3e               | [ a 68 ] |
| 4                  | 8 avril 2024       | 2 180 000                 | 15,3 %                                 | 2e               | [ a 68 ] |
| 5                  | 15 avril 2024      | 2 200 000                 | 11 %                                   | 3e               | [ a 69 ] |
| 5                  | 15 avril 2024      | 2 100 000                 | 15,1 %                                 | 3e               | [ a 69 ] |
| 6                  | 22 avril 2024      | 2 320 000                 | 11,7 %                                 | 3e               | [ a 70 ] |
| 6                  | 22 avril 2024      | 2 180 000                 | 15,3 %                                 | 3e               | [ a 70 ] |
| 7                  | 29 avril 2024      | 2 230 000                 | 11 %                                   | 3e               | [ a 71 ] |
| 7                  | 29 avril 2024      | 1 880 000                 | 12,9 %                                 | 4e               | [ a 71 ] |
| 8                  | 6 mai 2024         | 2 220 000                 | 11,5 %                                 | 3e               | [ a 72 ] |
| 8                  | 6 mai 2024         | 1 890 000                 | 13,1 %                                 | 3e               | [ a 72 ] |
| 9                  | 13 mai 2024        | 2 170 000                 | 11,1 %                                 | 3e               | [ a 73 ] |
| 9                  | 13 mai 2024        | 1 850 000                 | 13,4 %                                 | 3e               | [ a 73 ] |
| 10                 | 20 mai 2024        | 2 150 000                 | 10,7 %                                 | 3e               | [ a 74 ] |
| 10                 | 20 mai 2024        | 1 980 000                 | 14,3 %                                 | 3e               | [ a 74 ] |
| 11                 | 27 mai 2024        | 2 200 000                 | 11 %                                   | 3e               | [ a 75 ] |
| 11                 | 27 mai 2024        | 1 840 000                 | 12,2 %                                 | 3e               | [ a 75 ] |
| 12                 | 3 juin 2024        | 2 070 000                 | 10,4 %                                 | 4e               | [ a 76 ] |
| 12                 | 3 juin 2024        | 1 880 000                 | 11,9 %                                 | 3e               | [ a 76 ] |
| 13                 | 10 juin 2024       | 2 260 000                 | 11,1 %                                 | 2e               | [ a 77 ] |
| 13                 | 10 juin 2024       | 2 070 000                 | 13,6 %                                 | 2e               | [ a 77 ] |
| 14                 | 24 juin 2024       | 1 810 000                 | 9,3 %                                  | 2e               | [ a 78 ] |
| 14                 | 24 juin 2024       | 1 660 000                 | 11,2 %                                 | 2e               | [ a 78 ] |
|                    |                    |                           |                                        |                  |          |
| Bilan de la saison | Bilan de la saison | 2 170 000                 | 11 %                                   |                  | [ a 79 ] |
| Bilan de la saison | Bilan de la saison | 1 970 000                 | 13,7 %                                 |                  | [ a 79 ] |

### Saison 9
| Épisode            | Diffusion          | Diffusion                 | Audience moyenne                       | Audience moyenne | Réf.     |
| Épisode            | Jour               | Nombre de téléspectateurs | Part de marché (sur les 4 ans et plus) | Classement       | Réf.     |
| ------------------ | ------------------ | ------------------------- | -------------------------------------- | ---------------- | -------- |
| 1                  | 3 mars 2025        | 2 020 000                 | 10,4 %                                 | 3e               | [ a 80 ] |
| 1                  | 3 mars 2025        | 1 790 000                 | 13,1 %                                 | 3e               | [ a 80 ] |
| 2                  | 10 mars 2025       | 2 170 000                 | 11,3 %                                 | 2e               | [ a 81 ] |
| 2                  | 10 mars 2025       | 1 690 000                 | 12 %                                   | 2e               | [ a 81 ] |
| 3                  | 17 mars 2025       | 2 140 000                 | 11,3 %                                 | 2e               | [ a 82 ] |
| 3                  | 17 mars 2025       | 1 770 000                 | 13,3 %                                 | 2e               | [ a 82 ] |
| 4                  | 24 mars 2025       | 2 080 000                 | 11,2 %                                 | 2e               | [ a 83 ] |
| 4                  | 24 mars 2025       | 1 780 000                 | 13 %                                   | 2e               | [ a 83 ] |
| 5                  | 31 mars 2025       | 1 870 000                 | 10,2 %                                 | 3e               | [ a 84 ] |
| 5                  | 31 mars 2025       | 1 770 000                 | 13,4 %                                 | 3e               | [ a 84 ] |
| 6                  | 7 avril 2025       | 2 090 000                 | 11,4 %                                 | 3e               | [ a 85 ] |
| 6                  | 7 avril 2025       | 2 090 000                 | 15,9 %                                 | 3e               | [ a 85 ] |
| 7                  | 14 avril 2025      | 2 130 000                 | 11,3 %                                 | 3e               | [ a 86 ] |
| 7                  | 14 avril 2025      | 1 910 000                 | 14 %                                   | 4e               | [ a 86 ] |
| 8                  | 21 avril 2025      | 2 040 000                 | 10,5 %                                 | 3e               | [ a 87 ] |
| 8                  | 21 avril 2025      | 1 880 000                 | 13,8 %                                 | 3e               | [ a 87 ] |
| 9                  | 28 avril 2025      | 1 840 000                 | 10 %                                   | 3e               | [ a 88 ] |
| 9                  | 28 avril 2025      | 1 750 000                 | 13,1 %                                 | 3e               | [ a 88 ] |
| 10                 | 5 mai 2025         | 2 160 000                 | 11,2 %                                 | 3e               | [ a 89 ] |
| 10                 | 5 mai 2025         | 1 910 000                 | 13,9 %                                 | 3e               | [ a 89 ] |
| 11                 | 12 mai 2025        | 2 100 000                 | 11 %                                   | 3e               | [ a 90 ] |
| 11                 | 12 mai 2025        | 2 020 000                 | 14,4 %                                 | 3e               | [ a 90 ] |
| 12                 | 19 mai 2025        | 2 100 000                 | 11,3 %                                 | 3e               | [ a 91 ] |
| 12                 | 19 mai 2025        | 2 010 000                 | 15 %                                   | 3e               | [ a 91 ] |
| 13                 | 26 mai 2025        | 2 120 000                 | 10,7 %                                 | 4e               | [ a 92 ] |
| 13                 | 26 mai 2025        | 2 020 000                 | 14,4 %                                 | 3e               | [ a 92 ] |
| 14                 | 2 juin 2025        | 2 150 000                 | 11,2 %                                 | 4e               | [ a 93 ] |
| 14                 | 2 juin 2025        | 1 980 000                 | 13,4 %                                 | 3e               | [ a 93 ] |
| 15                 | 9 juin 2025        | 1 820 000                 | 10,1 %                                 | 3e               | [ a 94 ] |
| 15                 | 9 juin 2025        | 1 630 000                 | 11,9 %                                 | 3e               | [ a 94 ] |
| 16                 | 16 juin 2025       | 2 010 000                 | 10,9 %                                 | 3e               | [ a 95 ] |
| 16                 | 16 juin 2025       | 1 880 000                 | 13,4 %                                 | 2e               | [ a 95 ] |
|                    |                    |                           |                                        |                  |          |
| Bilan de la saison | Bilan de la saison | 2 050 000                 | 10,9 %                                 |                  | [ a 96 ] |
| Bilan de la saison | Bilan de la saison | 1 870 000                 | 13,6 %                                 |                  | [ a 96 ] |

## Controverses

### Validité des mariages
- Si vous ne connaissez pas le sujet, laissez ce bandeau (vous pouvez alors contacter les auteurs).
- Si vous supprimez le contenu mis en cause (vous pouvez préalablement contacter les auteurs),

argumentez précisément cette suppression dans la page de discussion
(un manque de référence n'est pas un argument ; une recherche réelle de référence doit avoir été effectuée, être formellement documentée).
La validité des mariages célébrés dans l'émission est discutable sur le plan juridique. En effet, en France, il ne suffit pas que le consentement des époux soit « libre », c'est-à-dire donné sans contrainte extérieure, il doit également être « éclairé », c'est-à-dire que les futurs conjoints doivent connaître les éléments nécessaires pour prendre leur décision en connaissance de cause. Or, il est difficile de comprendre comment cette condition pourrait être remplie alors que les futurs mariés ne se sont jamais rencontrés avant la cérémonie[Interprétation personnelle ?].
En outre, un mariage ne peut légalement être célébré que dans la commune de résidence de l'un des futurs époux ou de ses parents. Par commodité, tous les mariages de l'émission sont célébrés à la mairie de Grans, alors que de nombreux candidats n'ont aucun lien avec cette commune. Les producteurs contournent cette obligation en louant, quelque temps avant le tournage, un appartement au nom de l'un des candidats. Le maire de Grans rejette toute responsabilité en affirmant que vérifier la réalité de la résidence « n'est pas dans [s]es prérogatives » et que « aucun maire en France ne vérifie cela. Tant que les papiers sont remplis en bonne et due forme, c’est tout ce qui m’importe ». Cet argument est douteux au regard de l'article 63 du Code civil : il appartient à l'officier d'état civil de s'assurer activement de la sincérité des époux en cas de soupçon de fraude, et non d'agir en simple bureau d'enregistrement des pièces.[Interprétation personnelle ?]
Les mariages étant célébrés depuis la saison 6 a Gibraltar, ils sont donc maintenant légalement valides entre les époux (une transcription est cependant nécessaire pour que l’union soit reconnue et opposable à un tiers),.
Enfin, les futurs mariés de l'émission signent, préalablement à la cérémonie, un contrat de mariage de séparation de biens. Cet acte ne pouvant être accompli qu'en présence simultanée des deux époux devant un notaire, les producteurs s'assurent que les candidats ne puissent pas se voir à l'occasion de cette formalité.

### Harcèlement sexuel
L'émission est également accusée d'encourager le harcèlement sexuel[Par qui ?] pour pousser les candidats à se rapprocher, quitte à ne pas tenir compte du consentement.

## Version belge
Il existe une version belge diffusée sur RTL-TVI et rediffusé également sur M6.
Préalablement à la diffusion de cette version à partir du 12 septembre 2017, le bourgmestre de la commune de Woluwe-Saint-Lambert, Olivier Maingain annonce qu'il a refusé de participer à l'émission. Selon lui, le Parquet de Bruxelles, consulté par les autorités communales, aurait répondu « qu'il pouvait y avoir suspicion de vice de consentement et une contestation de la validité » et aurait « vivement recommandé de ne pas accepter ». Monsieur Maingain ajoute qu'il demandera au ministre de la Justice de consulter le collège de Procureurs généraux en vue d'obtenir une jurisprudence uniforme pour tout le pays.